# Echague
Echague (Bayan ng Echague) är en kommun i Filippinerna. Kommunen ligger på ön Luzon, och tillhör provinsen Isabela. Folkmängden uppgick 2012 till 61 101 invånare.

## Barangayer
Echague delas in i 64 barangayer.
| - Angoluan - Annafunan - Arabiat - Aromin - Babaran - Bacradal - Benguet - Buneg - Busilelao - Caniguing - Carulay - Castillo - Dammang East - Dammang West - Dicaraoyan - Dugayong - Fugu - Garit Norte - Garit Sur - Gucab - Gumbauan - Ipil | - Libertad - Mabbayad - Mabuhay - Madadamian - Magleticia - Malibago - Maligaya - Malitao - Narra - Nilumisu - Pag-asa - Pangal Norte - Pangal Sur - Rumang-ay - Salay - Salvacion - San Antonio Ugad - San Antonio Minit - San Carlos - San Fabian - San Felipe | - San Juan - San Manuel - San Miguel - San Salvador - Santa Ana - Santa Cruz - Santa Maria - Santa Monica - Santo Domingo - Silauan Sur (Pob.) - Silauan Norte (Pob.) - Sinabbaran - Soyung - Taggappan - Tuguegarao - Villa Campo - Villa Fermin - Villa Rey - Villa Victoria - Cabugao (Pob.) - Diasan |